# Misty (песня)
«Misty» — джазовый стандарт, написанный в 1954 году пианистом Эрроллом Гарнером. Он сочинил её как инструментальную в традиционном 32-тактовом формате и записал для альбома Contrasts. Текст песни был добавлен позже Джонни Берком. Она появилась на альбоме Джонни Мэтиса 1959 года Heavenly, и позже в том же году эта запись достигла 12-го места в чарте поп-синглов США и получила номинацию на «Грэмми». С тех пор она стала фирменной песней Мэтиса.
Песня была записана многими другими исполнителями, включая версии Эллы Фитцджеральд, Сары Воан и Рэя Стивенса, которые выпустил версию хита в стиле кантри в 1975 году. Записи Мэтиса и Гарнера были включены в Зал славы премии «Грэмми». Песня заняла 174 -е место в списке песен века, составленном Американской ассоциацией звукозаписывающих компаний и Национальным фондом искусств.